# Insalata šopska
L'insalata šopska (in bulgaro, macedone e in serbo шопска салата?; in bosniaco e in croato šopska salata; in romeno salata bulgărească; in ceco šopský salát; in polacco sałatka szopska; in albanese sallatë shope; in ungherese sopszka saláta) è un piatto freddo tipico della cucina bulgara presente anche nelle gastronomie dei vicini paesi balcanici e dell'Europa centrale.
L'insalata šopska comparve nel panorama gastronomico bulgaro a partire dagli anni '50 e prende il nome dalla regione di Šopluk, compresa tra Sofia ed il confine con la Macedonia del Nord.

## Descrizione
L'insalata šopska è preparata con pomodori, cetrioli, peperoni verdi, cipolle e formaggio sirene. Le verdure vengono solitamente tagliate a cubetti, salate e condite con olio di oliva o occasionalmente aceto.